# Séricourt
Séricourt là một xã ở tỉnh Pas-de-Calais, vùng Norde-Pas-de-Calais của Pháp.

## Địa lý
Séricourt tọa lạc 25 dặm (40,2 km) phía tây Arras, tại giao lộ của các tuyến đường D82 và D104.

## Dân số
| 1962                                                         | 1968 | 1975 | 1982 | 1990 | 1999 | 2006 |
| ------------------------------------------------------------ | ---- | ---- | ---- | ---- | ---- | ---- |
| 37                                                           | 39   | 48   | 47   | 53   | 60   | 55   |
| Số liệu điều tra dân số từ năm 1962: Dân số không tính trùng |      |      |      |      |      |      |

## Địa điểm nổi bật
- Nhà thờ St.Martin, thế kỷ 16.